# Ewidencja czasu pracy
Ewidencja czasu pracy – dokument zawierający przepracowany czas pracy danego pracownika wynikający z wykonania zlecenia lub świadczenia usługi. Ewidencja może być prowadzona w formie papierowej, jak i elektronicznej. Do prowadzenia ewidencji czasu pracy przepisami prawa zobowiązane są osoby: zleceniobiorca oraz osoba świadczącą usługi. W związku ze zmianami prawnymi z 2019 roku, z prowadzenia ewidencji zwolnieni są pracodawcy zatrudniający na tzw. zadaniowym systemie pracy oraz pracownicy obejmujący funkcje kierownicze w imieniu właściciela. Ewidencję należy co do zasady przechowywać przez okres 10 lat, licząc od końca roku, w którym stosunek pracy ustał.

## Elementy danych
Według § 6 pkt 1 lit. a Rozporządzenia Ministra Rodziny, Pracy i Polityki Społecznej z dnia 10 grudnia 2018 r. w sprawie dokumentacji pracowniczej (Dz.U. z 2024 r. poz. 535) w ewidencji czasu pracy powinny znaleźć się informacje o:
- liczbie przepracowanych godzin oraz godzinie rozpoczęcia i zakończenia pracy
- liczbie godzin przepracowanych w porze nocnej
- liczbie godzin nadliczbowych
- dniach wolnych od pracy, z oznaczeniem tytułu ich udzielenia
- liczbie godzin dyżuru oraz godzinie rozpoczęcia i zakończenia dyżuru, ze wskazaniem miejsca jego pełnienia
- rodzaju i wymiarze zwolnień od pracy
- rodzaju i wymiarze innych usprawiedliwionych nieobecności w pracy
- wymiarze nieusprawiedliwionych nieobecności w pracy
- czasie pracy pracownika młodocianego przy pracach wzbronionych młodocianym, których wykonywanie jest dozwolone w celu odbycia przez nich przygotowania zawodowego.